# زیمون زیامر
زیمون زیامر (انگلیسی: Simon Cziommer؛ زادهٔ ۶ نوامبر ۱۹۸۰) بازیکن فوتبال اهل آلمان است.
از باشگاه‌هایی که در آن بازی کرده‌است می‌توان به باشگاه فوتبال آزد آلکمار، باشگاه فوتبال ویتس‌آرنهم، باشگاه فوتبال شالکه ۰۴، باشگاه فوتبال رودا جی‌سی کرکراد، باشگاه فوتبال اوترخت، باشگاه فوتبال هراکس آلملو، باشگاه فوتبال ردبول زالتسبورگ و باشگاه فوتبال توئنته اشاره کرد.
وی همچنین در تیم ملی فوتبال جوانان آلمان بازی کرده‌است.